# Wallace & Gromit: Prokletí králíkodlaka
Wallace & Gromit: Prokletí králíkodlaka (v anglickém originále Wallace & Gromit: The Curse of the Were-Rabbit) je britsko-americký animovaný film z roku 2005. Režisérem filmu je duo Nick Park a Steve Box. Hlavní role ve filmu ztvárnili Peter Sallis, Ralph Fiennes, Helena Bonham Carter, Peter Kay a Nicholas Smith.

## Obsazení
| Peter Sallis         | Wallace             |
| Ralph Fiennes        | Victor Quartermaine |
| Helena Bonham Carter | Lady Campanula      |
| Peter Kay            | Albert Mackintosh   |
| Nicholas Smith       | Clement Hedges      |
| Dicken Ashworth      | pan Mulch           |
| Edward Kelsey        | pan Growbag         |
| Liz Smith            | paní Mulch          |